# Песьяков Сергій Олександрович
Сергій Олександрович Песьяков (рос. Серге́й Алекса́ндрович Песьяко́в, нар. 16 грудня 1988, Іваново, Росія) — російський футболіст, воротар клубу «Ростов» та національної збірної Росії.

## Ігрова кар'єра

### Клубна
Сергій Песьяков народився у місті Іваново і грати у футбол починав у свожму рідному місті. Але перший матч на професійному рівні воротар зіграв у 2006 році у клубі «Шинник», де за перші два матчі пропустив п'ять голів. У 2007 році воротар був відправлений в оренду у рідний клуб «Текстильник». За результатами сезону 2007 «Текстильник» вилетів з першого дивізіону і Песьяков повернувся до «Шинника». Сезон 2008 року Песьяков разом з командою провів у Вищому дивізіоні, де зайняв місце основного воротаря команди.
Влітку 2009 року Песьяков перейшов у московський «Спартак», де починав як воротар молодіжної команди. Зайняти постійне місце в основі Сергій так і не зумів, провівши в першій команді «Спартака» лише 36 матчів. Починаючи з 2010 року Сергій Песьяков майже постійно перебував в оренді. Він грав у клубах РПЛ «Ростов» та «Анжи». Іноді повертався до «Спартака», проводячи в основі зовсім мало часу.
У 2017 році Песьяков підписав повноцінний контракт з клубом «Ростов», де зумів закріпити за собою місце основного воротаря. в Подальшому воротар продовжив дію контракту з ростовським клубом.

### Збірна
У складі юнацької збірної Росії (U-19) Сергій Песьяков брав участь у юнацькій першості Європи 2007 року. З 2009 року постійно захищав ворота молодіжної збірної Росії.
16 серпня 2021 року отримав виклик до лав національної збірної Росії на матчі відбору до чемпіонату світу 2022 року. Дебютував у збірній 17 листопада 2022 року у товариському матчі проти команди Таджикистану.

## Титули
Спартак (М)
 Чемпіон Росії: 2016/17